# Chico Serra
 Francisco "Chico" Serra  va ser un pilot de curses automobilístiques brasiler que va arribar a disputar curses de Fórmula 1.
Va néixer el 3 de febrer del 1957 a Sao Paulo, Brasil.

## A la F1
Chico Serra va debutar a la primera cursa de la temporada 1981 (la 32a temporada de la història) del campionat del món de la Fórmula 1, disputant el 15 de març del 1981 el G.P. de l'oest dels Estats Units al circuit de Long Beach.
Va participar en un total de trenta-tres curses puntuables pel campionat de la F1, disputades en tres temporades consecutives (1981 - 1983), aconseguint una sisena posició com millor classificació en una cursa i assolí un punt pel campionat del món de pilots.

## Resultats a la Fórmula 1
| Any  | Equip                 | Xassís     | Motor    | 1       | 2       | 3         | 4       | 5       | 6       | 7        | 8       | 9       | 10      | 11      | 12      | 13      | 14      | 15      | 16      | Posició | Punts |
| ---- | --------------------- | ---------- | -------- | ------- | ------- | --------- | ------- | ------- | ------- | -------- | ------- | ------- | ------- | ------- | ------- | ------- | ------- | ------- | ------- | ------- | ----- |
| 1981 | Fittipaldi F1         | Fittipaldi | Cosworth | O.USA 7 | BRA Ret | ARG Ret   | SMR NVQ | BEL Ret | MON NVQ | ESP 11   | FRA     | GBR NVQ | ALE NVQ | AUT     | HOL NVQ | ITA NVQ | CAN NVQ | LVG NVQ |         | -       | 0     |
| 1982 | Fittipaldi Automotive | Fittipaldi | Cosworth | SUD 17  | BRA Ret | O.USA NVQ | SMR     | BEL 6   | MON NVQ | E.USA 11 | CAN NVQ | HOL Ret | GBR Ret |         |         |         |         |         |         | 26è     | 1     |
| 1982 | Fittipaldi Automotive | Fittipaldi | Cosworth |         |         |           |         |         |         |          |         |         |         | FRA NVQ | ALE 11  | AUT 7   | SUI NVQ | ITA 11  | LVG NVQ | 26è     | 1     |
| 1983 | Arrows Racing Team    | Arrows     | Cosworth | BRA 9   | O.USA   | FRA Ret   | SMR 8   | MON 7   | BEL     | E.USA    | CAN     | GBR     | ALE     | AUT     | HOL     | ITA     | EUR     | SUD     |         | -       | 0     |

### Resum
| Curses: | Victòries: | Pòdiums: | Poles: | Voltes ràpides: | Punts: |
| ------- | ---------- | -------- | ------ | --------------- | ------ |
| 33 (18) | 0          | 0        | 0      | 0               | 1      |